# كريستيان فريدريك هانسن (سياسي)
كريستيان فريدريك هانسن (بالدنماركية: C.F. Hansen)‏ هو سياسي دانمركي، ولد في 29 نوفمبر 1788 في هيليسينكور في الدنمارك، وتوفي في 22 يونيو 1873.